# Liu Fengming
Liu Fengming – chińska zapaśniczka w stylu wolnym. Złota medalistka w mistrzostwach Azji w 2010. Czwarta w Pucharze Świata w 2010 roku.